# Uredinopsis
Uredinopsis is een geslacht van roesten uit de familie Pucciniastraceae. De typesoort is Uredinopsis filicina.

## Soorten
Volgen Index Fungorum telt dit geslacht 30 soorten (peildatum juli 2023):
| Soortnaam                    | Auteur(s)            | Publicatiejaar |
| ---------------------------- | -------------------- | -------------- |
| Uredinopsis acrostichoides   | (Faull) Hirats. f.   | 1958           |
| Uredinopsis adianti          | Kom.                 | 1899           |
| Uredinopsis americana        | Syd. & P. Syd.       | 1902           |
| Uredinopsis arthurii         | Faull                | 1938           |
| Uredinopsis aspera           | Faull                | 1938           |
| Uredinopsis athyrii          | Kamei                | 1932           |
| Uredinopsis atkinsonii       | Magnus               | 1904           |
| Uredinopsis ceratophora      | Faull                | 1938           |
| Uredinopsis copelandii       | Syd. & P. Syd.       | 1904           |
| Uredinopsis daisenensis      | Hirats. f.           | 1936           |
| Uredinopsis filicina         | (Niessl) Magnus      | 1893           |
| Uredinopsis glabra           | Faull                | 1938           |
| Uredinopsis hashiokae        | Hirats. f.           | 1936           |
| Uredinopsis hirosakiensis    | Kamei & Hirats.      | 1932           |
| Uredinopsis intermedia       | Kamei                | 1932           |
| Uredinopsis juglandina       | Sacc. & P. Syd.      | 1902           |
| Uredinopsis kameiana         | Faull                | 1938           |
| Uredinopsis komagatakensis   | Hirats. f.           | 1943           |
| Uredinopsis longimucronata   | Faull                | 1938           |
| Uredinopsis macrosperma      | (Cooke) Magnus       | 1904           |
| Uredinopsis maculata         | (Faull) Hirats. f.   | 1958           |
| Uredinopsis mayoriana        | Dietel               | 1914           |
| Uredinopsis osmundae         | Magnus               | 1904           |
| Uredinopsis ossiiformis      | Kamei                | 1932           |
| Uredinopsis phegopteridis    | Arthur               | 1907           |
| Uredinopsis pteridis         | Dietel & Holw.       | 1895           |
| Uredinopsis struthiopteridis | F.C.M. Störmer       | 1895           |
| Uredinopsis syngrammes       | Munjal & J.N. Kapoor | 1961           |
| Uredinopsis virginiana       | Faull                | 1938           |
| Uredinopsis woodsiae         | Kamei                | 1932           |